# Spirama martha
Spirama martha är en fjärilsart som beskrevs av Butler 1878. Spirama martha ingår i släktet Spirama och familjen nattflyn. Inga underarter finns listade i Catalogue of Life.